# پورکو ۷۲۳۱
سیارک ۷۲۳۱ (به انگلیسی: 7231 Porco، نامگذاری:1985TQ1) هفت هزار و دویست و سی و یکمین سیارک کشف شده‌است که در ۱۵ اکتبر ۱۹۸۵ کشف شد.
قدر مطلق سیارک برابر ۱۱٫۹۰ است.